# Ilda Bengue
Ilda Bengue (født 1974) er en angolansk håndboldspiller. Hun deltog i Sommer-OL 2000 i Sydney, og Sommer-OL 2004 i Athen og i VM i håndbold 2005. I 2007 deltog hun i VM i håndbold for Angola som kom på en 7. plads, hvor Bengue scorede 56 mål og blev nummer ni på listen over topscorer. Hun spillede for angola under Sommer-OL 2008 i Beijing..